# 阿尔斯多夫 (萨克森-安哈尔特州)
阿尔斯多夫是德国萨克森-安哈尔特州的一个市镇。总面积5.09平方公里，总人口1730人，其中男性852人，女性878人（2011年12月31日），人口密度340人/平方公里。